# In the Border States
In the Border States és una pel·lícula muda de la Biograph digirida per D. W. Griffith i protagonitzada per Charles West, Gladys Egan i Henry B. Walthall. Es tracta de la quarta pel·lícula sobre la guerra civil nord-americana de Griffith i els exteriors van ser filmat en una vall de Delaware. La pel·lícula, d’una bobina, es va estrenar el 13 de juny de 1910.

## Argument
Un jove pare s'acomiada de la seva família per marxar a la guerra amb el bàndol dels de la Unió. Uns dies més tard, un grup de confederats és sorprès per les forces de la Unió mentre cerca menjar per a la tropa i és perseguit. Un dels confederats arriba a la casa del jove pare i es troba amb la filla petita mentre està pouant aigua. El confederat li prega que l’amagui i ella decideix amagar-lo dins el pou i despistar els seus perseguidors. El confederat marxa realment agraït i es reuneix amb els seus companys.
Mentrestant al quarter general de la Unió, el jove pare rep unes ordres segellades que ja d’entregar que l’obliguen a passar a través de les línies confederades. A mig camí és perseguit pels confederats que el fereixen. Caminant el mig del bosc espès a la nit aconsegueix eludir-los i l'endemà al matí aconsegueix arribar a casa seva on cau esgotat i ferit en un sofà. Només hi ha els dos fills, un dels quals s'afanya a buscar ajuda, deixant la nena petita amb el pare. Poc després arriben els confederats perseguidors. El pare, adonant-se que tot està perdut crema el missatge que li ha estat confiat. El confederat que s'havia refugiat al pou és qui comanda el destacament i entra sol a l’habitació on es troba el pare ferit. Furiós en descobrir els papers destruïts està a punt d’acabar amb el soldat indefens quan apareix la seva petita salvadora d’uns dies abans. Aleshores quan entren els altres confederats, aquest fa veure que el pare és mort i ordena que és hora de marxar. Més tard arriben les forces de la Unió amb un metge de l'exèrcit i la noieta és l’heroïna del dia.

## Repartiment
- Charles West (pare jove)
- Gladys Egan (filla petita)
- Henry B. Walthall (caporal confederat)
- William J. Butler (soldat confederat)
- Verner Clarges (oficial de la Unió)
- Edward Dillon (soldat confederat)
- John T. Dillon (soldat de la Unió)
- Frank Evans (soldat confederat)
- Francis J. Grandon (soldat confederat)
- Guy Hedlund (soldat confederat)
- Dell Henderson (oficial de la Unió)
- Henry Lehrman (soldat de la Unió)
- W. Chrystie Miller (avi a la despedida)
- Owen Moore
- Alfred Paget (soldat de la Unió)
- Mack Sennett (soldat de la Unió)
- Dorothy West (noia a la despedida soldats unió)
- Charles Arling